# Якуб
Якуб (араб. يعقوب), (біблійний Яків). Онук пророка Ібрагіма (Авраама) від його молодшого сина Ісхака (Ісаака). В Торі він згадується з імʼям   Ізраїль. Ізраїль мав 12 синів, від Лії і Рахіль, а також від служанок Зілпи та Білги, які стали 12 племенами Ізраїлю. 

## Якуб в ісламській традиції
За переданням у Якуб народився в Сирії. Після смерті свого батька Ісхака, за порадою матері, він поїхав до її брата в Харран. Там Якуб жив впродовж сорока років і служив своєму дядькові. Спочатку він одружився зі старшою дочкою свого дядька Лайлою (Лія). Від цього шлюбу у нього народилися сини Рабіл (Рувим), Шамун (Семеон), Лаві (Левій), Яхуда (Юда), Заблун (Завулон), Ісахар (Іссахар) і дочка Дінар. За сім днів Якуб одружився з сестрою Лайли Рахіллю. Від Рахілі у нього народилися сини Юсуф (Йосиф) і Буньямин (Веніамин).

Окрім цих жінок у якуба були наложниці Балха і Зульфа. Від Балхи у нього народились сини Дан і Нафралі, а від Зульфи — Ашир (Асир) і Джад (Гад).

Після того, як Аллах зробив Якуба своїм пророком, він разом з сім’єю переїхав до Кенану (Ханаан), до народу якого він був посланий. Завдяки проповіді Якуба, багато людей увірували.

Загалом мусульманська історія про Якуба і його синів практично повторює біблійну.

Коли вже перед смертю в Єгипті Якуб запитав своїх синів: «Чому ви будете поклонятися після мене?», вони відповіли йому: «Ми будемо поклонятися твоєму Богові і Богові твоїх батьків — Ібрагіма, Ісмаїла і Ісхака, Богові єдиному, йому ми віддаємося» (Коран, 2:133).

В післякоранічних переданнях особлива увага приділяється розповіді про боротьбу Якуба і Ісава ще в утробі матері, коли Ісав силою відтіснив Якуба, який повинен був з’явитися на світ першим. Наводиться багато сюжетів, пов’язаних з історією Юсуфа: Якуб дізнається про злочин синів від вовка, що у чудесний спосіб заговорив; на віддалі відчував, що його син живий і т. д.
 
Прийнято вважати, що на початку мекканського періоду Мухаммед вважав Якуба сином Ібрагіма. Однак відповідні місця коранічного тексту з великою долею імовірності слід розуміти як перелік пророків серед нащадків Ібрагіма, ан е як перелік його синів.